# Campeonato Sanmarinense de Futebol de 2023–24
O Campionato Sammarinese de 2023–24, foi a 39ª edição do Campeonato Sanmarinense de Futebol.
O Campeão Virtus se classificou para a primeira pré-eliminatória da Liga dos Campeões de 2024-2025. O vencedor dos Playoffs da Liga Conferência (Tre Penne) e o Campeão da Coppa Titano de 2023-24 (La Fiorita) se classificaram para a primeira pré-eliminatória da Liga Conferência de 2024-25.

## Participantes
| Clube            | Cidade         |
| ---------------- | -------------- |
| Cailungo         | Borgo Maggiore |
| Cosmos           | Serravalle     |
| Domagnano        | Domagnano      |
| Fiorentino       | Fiorentino     |
| Faetano          | Faetano        |
| Folgore/Falciano | Serravalle     |
| Juvenes/Dogana   | Serravalle     |
| La Fiorita       | Montegiardino  |
| Libertas         | Borgo Maggiore |
| Murata           | San Marino     |
| Pennarossa       | Chiesanuova    |
| San Giovanni     | Borgo Maggiore |
| San Marino U22   | San Marino     |
| Tre Fiori        | Fiorentino     |
| Tre Penne        | San Marino     |
| Virtus           | Acquaviva      |

## Primeira Fase
Na primeira fase todas as equipes se enfrentam em ida e volta.

### Classificação
| Pos | Equipe           | Pts | J  | V  | E | D  | GP | GC | SG  | Classificação ou descenso                                                                                |
| --- | ---------------- | --- | -- | -- | - | -- | -- | -- | --- | --- |
| 1   | Virtus (C)       | 79  | 30 | 26 | 1 | 3  | 61 | 20 | +41 | Classificado para a Liga dos Campeões                                                                    |
| 2   | La Fiorita       | 77  | 30 | 25 | 2 | 3  | 71 | 18 | +53 | Classificado para play-offs(QF) da Liga Conferência e para primeira pré-eliminatória da Liga Conferência |
| 3   | Tre Penne (PO)   | 63  | 30 | 20 | 3 | 7  | 76 | 30 | +46 | Classificado para play-offs(QF) da Liga Conferência                                                      |
| 4   | Cosmos           | 60  | 30 | 18 | 6 | 6  | 78 | 28 | +50 | Classificado para play-offs(QF) da Liga Conferência                                                      |
| 5   | Murata           | 59  | 30 | 19 | 2 | 9  | 56 | 22 | +34 | Classificado para play-offs(QF) da Liga Conferência                                                      |
| 6   | Tre Fiori        | 57  | 30 | 17 | 6 | 7  | 56 | 30 | +26 | Classificado para play-offs(QF) da Liga Conferência                                                      |
| 7   | San Giovanni     | 45  | 30 | 14 | 3 | 13 | 55 | 42 | +13 | Classificado para play-offs(QF) da Liga Conferência                                                      |
| 8   | Juvenes/Dogana   | 45  | 30 | 14 | 3 | 13 | 44 | 47 | −3  | Classificado para play-offs(primeira fase) da Liga Conferência                                           |
| 9   | Folgore/Falciano | 39  | 30 | 11 | 6 | 13 | 44 | 37 | +7  | Classificado para play-offs(primeira fase) da Liga Conferência                                           |
| 10  | Fiorentino       | 38  | 30 | 11 | 5 | 14 | 40 | 55 | −15 | Classificado para play-offs(primeira fase) da Liga Conferência                                           |
| 11  | Domagnano        | 35  | 30 | 9  | 8 | 13 | 31 | 42 | −11 | Classificado para play-offs(primeira fase) da Liga Conferência                                           |
| 12  | Faetano          | 26  | 30 | 8  | 2 | 20 | 44 | 79 | −35 | |
| 13  | Libertas         | 23  | 30 | 6  | 5 | 19 | 32 | 56 | −24 | |
| 14  | San Marino U22   | 22  | 30 | 6  | 4 | 20 | 32 | 74 | −42 | |
| 15  | Cailungo         | 14  | 30 | 4  | 2 | 24 | 15 | 77 | −62 | |
| 16  | Pennarossa       | 8   | 30 | 2  | 2 | 26 | 18 | 96 | −78 | |

1. ↑  La Fiorita foi campeão da Coppa Titano de 2023–24 e está classificado para a Primeira pré-eliminatória da Liga Conferência.

## Play-offs da Liga Conferência
Os times que terminaram entre a 2ª e a 11ª colocação se classificaram para os playoffs da Liga Conferência. O vencedor desse playoffs garante a segunda e última vaga do país na primeira pré-eliminatória da Liga Conferência.

### Primeira Fase
| Equipe 1              | Resultado        | Equipe 2         |
| 24 de April 2024      | 24 de April 2024 | 24 de April 2024 |
| --------------------- | ---------------- | ---------------- |
| Folgore/Falciano (9ª) | 2–0              | Fiorentino (10ª) |
| Juvenes/Dogana (8ª)   | 3–2              | Domagnano (11ª)  |

### Quartas de Final
| Equipe 1        | Total | Equipe 2              | 1.º jogo | 2.º jogo |
| --------------- | ----- | --------------------- | -------- | -------- |
| Cosmos (4ª)     | 4–2   | San Giovanni (7ª)     | 1–2      | 3–0      |
| Tre Fiori (6ª)  | 1–2   | Murata (5ª)           | 0–0      | 1–2      |
| La Fiorita (2ª) | 1–0   | Folgore/Falciano (9ª) | 1–0      | 0–0      |
| Tre Penne (3ª)  | 5–4   | Juvenes/Dogana (8ª)   | 3–0      | 2–4      |

### Semifinais
| Equipe 1        | Total | Equipe 2       | 1.º jogo | 2.º jogo |
| --------------- | ----- | -------------- | -------- | -------- |
| La Fiorita (2ª) | 2–3   | Murata (5ª)    | 1–3      | 1–0      |
| Cosmos (4ª)     | 1–1   | Tre Penne (3ª) | 1–1      | 0–0      |

### Final
| Equipe 1        | Resultado       | Equipe 2        |
| 18 de Maio 2024 | 18 de Maio 2024 | 18 de Maio 2024 |
| --------------- | --------------- | --------------- |
| Murata (5ª)     | 2–3 (pro)       | Tre Penne (3ª)  |